# Cetan (okręg Kluż)
Cetan – wieś w Rumunii, w okręgu Kluż, w gminie Vad. W 2011 roku liczyła 557 mieszkańców.